# Каюк Яків Федорович
Каю́к Яків Федорович (18 червня 1937, Рижанівка, Черкаська область — 6 вересня 2009, Київ) — український та радянський вчений, фахівець у галузі прикладної та теоретичної механіки, доктор фізико-математичних наук, професор, викладач. Автор численних наукових статей та книг.

## Біографія
Народився 18 червня 1937 року в селі Рижанівка Черкаської області у селянській родині. Батько майбутнього вченого був конюхом, а мати працювала в колгоспі. Нелегке дитинство випало на воєнні роки.
Після закінчення Рижанівської десятирічної школи навчався в Київському національному університеті ім. Т. Шевченка на фізико-математичному факультеті, який закінчив у 1959 році з відзнакою. Відтоді працював у Інституті механіки ім. С. Тимошенка НАНУ (Київ), де пізніше став завідуючим відділу динаміки поліагрегатних систем та обіймав посаду старшого наукового співробітника. В 1975 році захистив дисертацію і отримав звання доктора фізико-математичних наук, а в 1985 році став професором.
Паралельно з науковою роботою з 1976 року проводив викладацьку діяльність в КПІ ім. І. Сікорського на кафедрі теоретичної механіки, а з 1993 року працював на кафедрі приладів і систем керування літальними апаратами (ПСКЛА), де досліджував аеродинаміку. Брав активну участь у наукових конференціях та різних заходах. Підготував 18 кандидатів і 3-х докторів наук.
До кінця життя Яків Федорович був відданий науковій роботі. Помер 6 вересня 2009 року в Києві від інфаркту. Його єдиний син вивчився на математика.

#### Наукова робота
Яків Федорович — автор понад 100 наукових статей та досліджень у різних галузях фізики. Переважно працював з механікою тіл. Досліджував нелінійні проблеми механіки пластин та оболонок, уперше сформулював і розв'язав задачі про концентрацію зусиль у пластинах, сформулював теорію статичного і динамічного деформування балок, пластин і оболонок, запропонував нетрадиційні підходи до побудови нелінійних варіантів теорії пластин і оболонок, розвинув методи дослідження нелінійних коливальних рухів тіл змінної маси на пружних амортизаторах. Багато принципів з його робіт були використані в подальших дослідженнях у галузі механіки деформованих, твердих та пружних тіл. Роботи вченого видані українською, російською та англійською мовами.
Автор деяких книг та праць:
- «Деякі нелінійні задачі теорії пластин та оболонок та методи їх вирішення». К., 1975 (рос.)
- «Деякі питання методів розкладання за параметром». К., 1980 (рос.)
- «Нелінійні задачі теорії пластин та оболонок». К., 1987 (рос.)
- «Механіка міжфазової взаємодії в композитних матеріалах: Навч. посібник». К., 2005 (укр.)
- «Хвильові завдання поплавкового гіроскопа». К., 2007 (рос.)
- «Задача про моделювання ракети балкою із змінними зведеними характеристиками». К., 2008 (укр.)

## Нагороди
- Медаль «За доблесну працю» (1969)
- Медаль «У пам'ять 1500-річчя Києва» (1982)
- Мелаль «Ветеран праці»
- Нагрудний знак «Відмінник прикордонних військ» II ступеня
- численні грамоти та подяки